# Adam Sandler

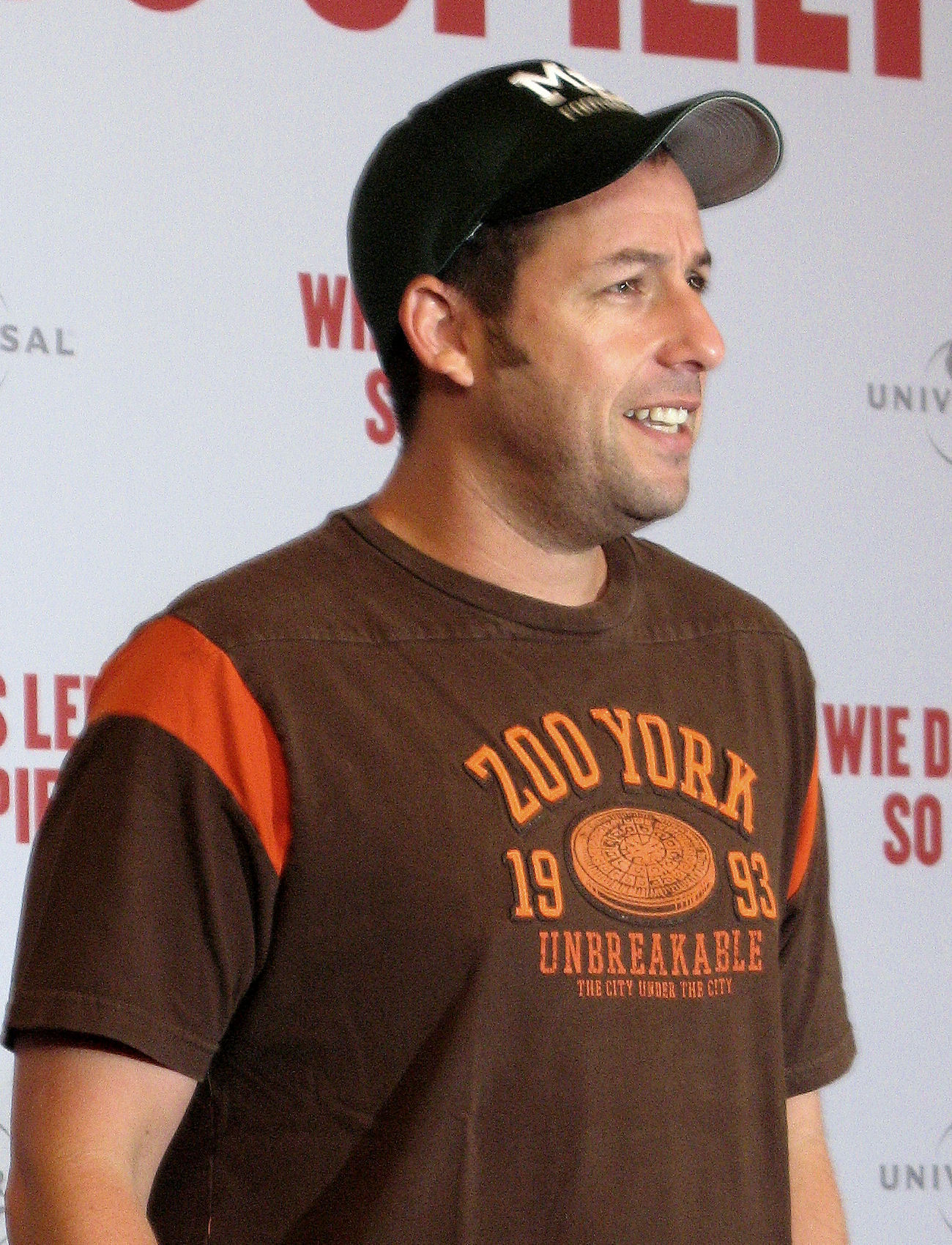
Adam Sandler (2009)

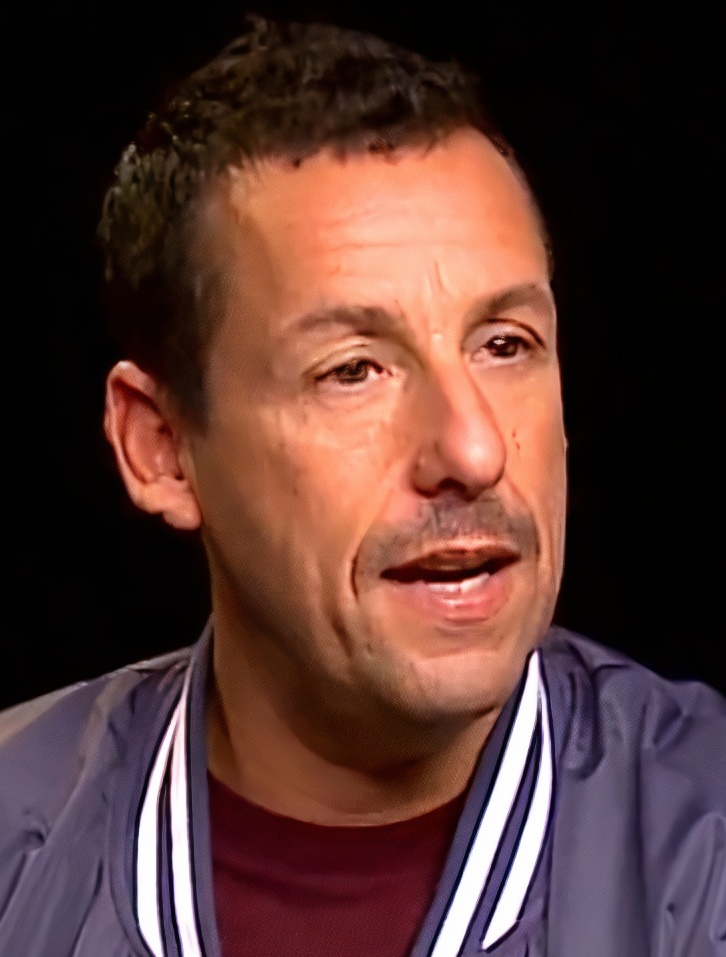
Adam Sandler (2018)

Adam Richard Sandler (ur. 9 września 1966 w Nowym Jorku) – amerykański aktor, komik, producent i scenarzysta filmowy oraz muzyk.
Sandler początkowo był komikiem stand-up, a po sukcesie Saturday Night Live, zagrał w szeregu wysokobudżetowych filmów. Jego liczne role komediowe były chłodno przyjęte przez krytyków i przyniosły mu szereg Złotych Malin, m.in. w kategorii najgorszy aktor. Nie brak jednak lepiej przyjętych ról, np. w Trudnych słówkach (Spanglish) i Lewym sercowym (Punch-Drunk-Love).

## Życiorys

### Wczesne życie
Urodził się w nowojorskim Brooklynie w żydowskiej rodzinie jako syn Judith „Judy” (z domu Levine), nauczycielki w przedszkolu, i Stanleya Sandlera (1935-2003), inżyniera elektryka. Dorastał z trójką starszego rodzeństwa: bratem Scottem oraz siostrami - Liz i Val w Manchester w New Hampshire, po przeprowadzce tam w wieku sześciu lat. Uczęszczał do szkoły średniej Manchester Central High School. W 1988 ukończył Tisch School of the Arts przy Uniwersytecie Nowojorskim. Gdy miał 17 lat po raz pierwszy pojawił się na scenie podczas apelu swojego brata.
Pracował w hotelu jako boy i zmywając naczynia, a także był pracownikiem stacji benzynowej.

### Kariera aktorska

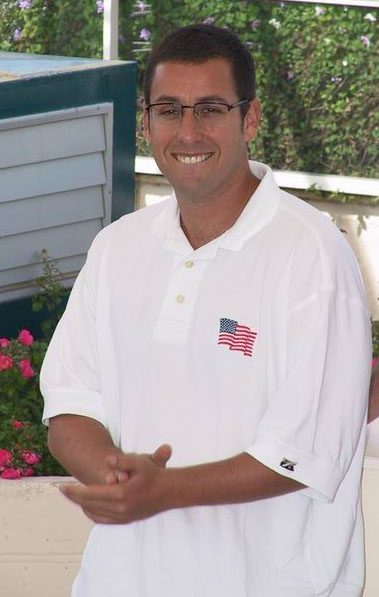
Adam Sandler na Festiwalu Filmowym w Cannes (2002)

W 1987 debiutował na szklanym ekranie w roli kolegi Theo Huxtable w sitcomie NBC Bill Cosby Show. Uczestniczył także w teleturnieju Remote Control, nadawanym na MTV. W 1989 trafił po raz pierwszy na kinowy ekran jako Schecky Moskowitz w komedii Ahoj dziewczyny (Going Overboard). 
Sandler rozpoczął występy komika w klubie komediowym w Bostonie. Został odkryty przez komika Dennisa Millera, który zobaczył Sandlera w Los Angeles i polecił go Lorne Michaelsowi, producentowi Saturday Night Live. W 1990 został wynajęty jako autor scenariusza Saturday Night Live, a rok później stał się uznanym komikiem, wykonując zabawne oryginalne piosenki w serialu, w tym „The Thanksgiving Song” i „The Chanukah Song”. Sandler powiedział Conanowi O’Brienowi w The Tonight Show, że NBC zwolniło jego i Chrisa Farleya z programu w 1995. 
W 1993 wystąpił w komedii fantastycznonaukowej Steve’a Barrona Stożkogłowi (Coneheads) u boku Chrisa Farleya, Davida Spade, Dana Aykroyda, Phila Hartmana i Jane Curtin. Rok później znalazł się w obsadzie komedii Odlotowcy (Airheads, 1994) z Brendanem Fraserem i Steve’em Buscemi. W komedii Billy Madison (1995), której był współscenarzystą, zagrał postać dorosłego mężczyzny powtarzającego klasy 1-12, aby móc odziedziczyć wielomilionowe imperium hotelowe swojego ojca oraz, co ważniejsze, jego szacunek. W komedii sensacyjnej Kuloodporni (Bulletproof, 1996) jako złodziej samochodów zaprzyjaźnia się z policjantem (Damon Wayans). Początkowo był obsadzany w czarnej komedii Petera Berga Gorzej być nie może (Very Bad Things, 1998), ale musiał wycofać się ze względu na pracę w tym samym czasie nad komedią Kariera frajera (The Waterboy, 1998).

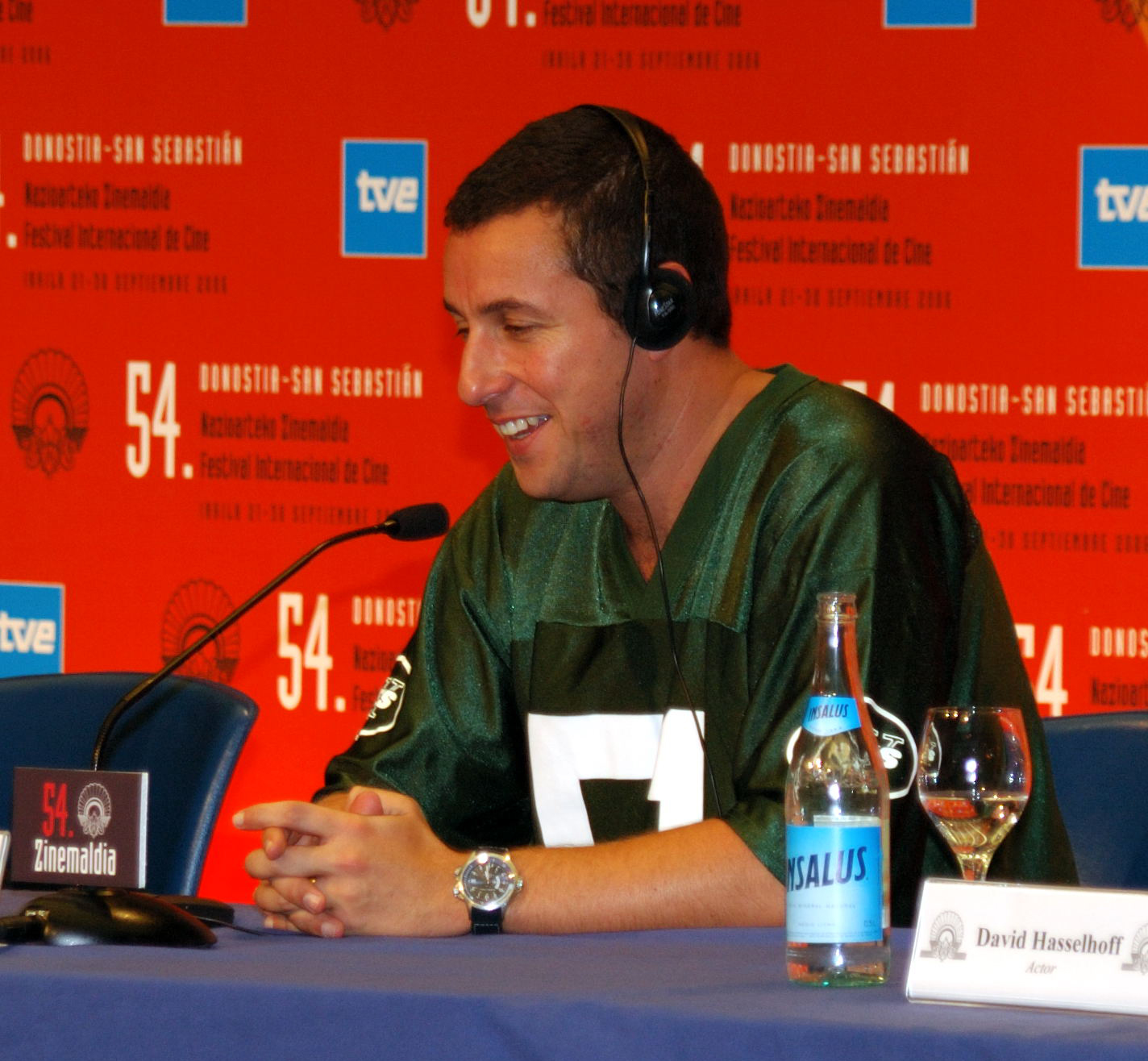
Adam Sandler na konferencji prasowej dla filmu Klik: I robisz, co chcesz (2005)

Chociaż większość jego wcześniejszych filmów było negatywnie ocenionych przez krytyków filmowych, wiele jego ostatnich ról, zaczynając od komediodramatu Paula Thomasa Andersona Lewy sercowy (Punch-Drunk Love, 2002), otrzymało prawie same pozytywy, przekonując krytyków, że Sandler posiada znaczne umiejętności aktorskie, które uważali za zmarnowane we wcześniejszych, słabych produkcjach, a za rolę początkującego przedsiębiorcy, który bezskutecznie szuka drugiej połówki w którym został nominowany do Złotego Globu. Sandler zagrał także kilka poważnych ról, nienależących do gatunku prezentującego „głupkowaty” humor, takich jak Trudne słówka (Spanglish, 2004).
Sandler był nawet rozważany do roli w filmie Zakładnik (ang. Collateral, 2004), jako partner Jamie Foxxa. Był także głównym kandydatem, oprócz Jima Carreya i Johnny’ego Deppa, do roli w filmie Tima Burtona Charlie i fabryka czekolady (ang. Charlie and the Chocolate Factory, 2005), którą jednak zdobył Depp. Ostatnio zagrał w Klik: I robisz, co chcesz (ang. Click, 2006), gdzie zaprezentował zarówno humor typowy dla swoich wcześniejszych ról, jak i poważny przekaz dotyczący codziennego życia. Do poważniejszej roli powrócił w dramacie Mike Bindera Zabić wspomnienia (Reign Over Me, 2007), gdzie zagrał człowieka tracącego całą rodzinę w tragedii z 11 września 2001, który odnawia przyjaźń ze starym kolegą z college'u, granego przez Dona Cheadle.

### Kariera producencka

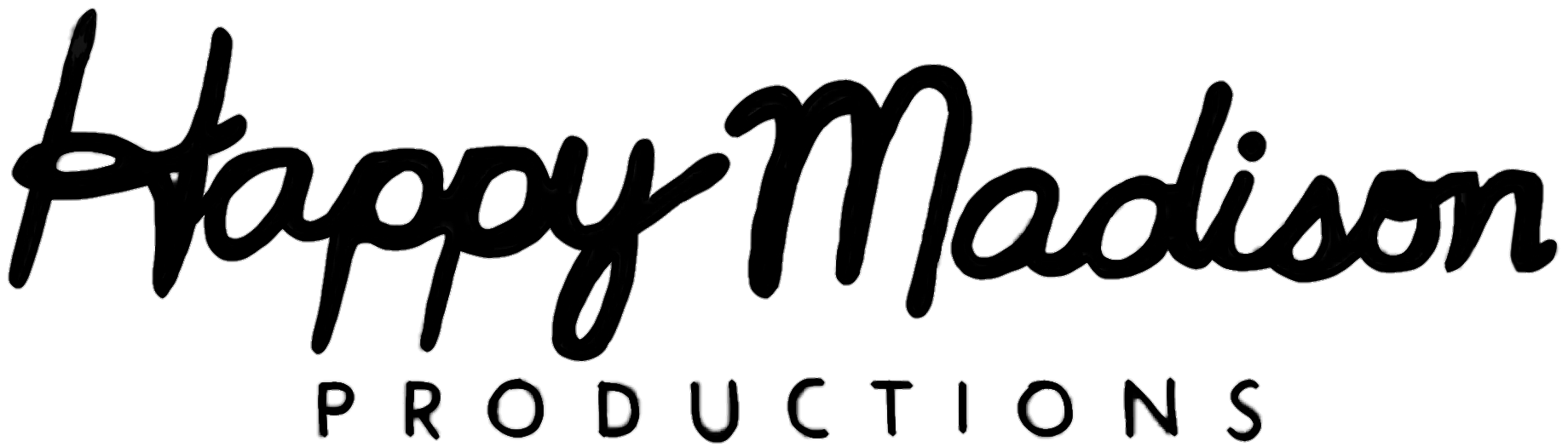
Oficjalne logo firmy Happy Madison Productions należącej do Sandlera

W 1999 założył firmę produkcyjną – Happy Madison Productions, jej pierwszym filmem był Boski żigolo (Deuce Bigalow: Male Gigolo, 1999). Firma wyprodukowała do tej pory większość filmów z Sandlerem, jej siedziba znajduje się na działce Sony/Columbia Pictures w Culver City, w stanie Kalifornia. Większość filmów wytwórni otrzymało negatywne recenzje wśród krytyków i widzów, trzy z nich uważane są za najgorsze filmy wszech czasów, chociaż większość z nich dobrze wypadło w kasie. Inni, którzy często pojawiają się w filmach z Sandlerem, to m.in. David Spade, Kevin James, Steve Buscemi, Chris Rock, John Turturro, Peter Dant, Allen Covert, Jonathan Loughran i Jon Lovitz.
Sandler zagrał u boku Kevina Jamesa w filmie Państwo młodzi: Chuck i Larry (I Now Pronounce You Chuck and Larry, 2007), której został także producentem.
Zagrał i wyprodukował też film Nie zadzieraj z fryzjerem (You Don't Mess with the Zohan, 2008), scenariusz do filmu został napisany przez Sandlera, Judda Apatowa i Roberta Smigela, film wyreżyserował Dennis Dugan.
Sandler wystąpił wraz z Keri Russell i angielskim komikiem Russellem Brandem w filmie fantasy Adama Shankmana Opowieści na dobranoc (Bedtime Stories, 2008) jako zestresowany pracownik hotelowy, którego bajki na dobranoc czyta swojej siostrzenicy i siostrzeńcowi. Był to pierwszy film rodzinny z Sandlerem pod szyldem Disneya.
W październiku 2014 Netflix ogłosił kontrakt na cztery filmy z Sandlerem i Happy Madison Productions.
W styczniu 2020 Netflix podpisał nową umowę na cztery filmy z Happy Madison Productions o wartości 275 mln dolarów.

## Życie prywatne
Sandler zdobył tytuł magistra sztuk pięknych w 1998 na Uniwersytecie Nowojorskim. Przyjaźni się z Jessicą Biel i Olivią Dave. 22 czerwca 2003 ożenił się z aktorką Jackie Titone, którą poznał na planie filmu Super tata (ang. Big Daddy). Sandler i Titone pracowali razem ponownie w komedii Roba Schneidera Boski żigolo (ang. Deuce Bigalow: Male Gigolo), do którego Sandler tworzył scenariusz. Mają dwie córki: Sadie Madison (ur. 6 maja 2006) i Sunny Madeline (ur. 2 listopada 2008). 